# Streetwear
Lo Streetwear è uno stile di abbigliamento casual che è diventato globale negli anni '90. Lo stile si è sviluppato dalla cultura surf e skate in California, ed include elementi di abbigliamento sportivo, hip hop.  Si concentra comunemente su pezzi casual e comodi come jeans, magliette, cappellini da baseball e sneaker. Gli appassionati seguono determinati marchi e cercano di ottenere versioni in edizione limitata. Una persona che indossa capi costosi viene considerato o chiamato ''Hypebeast".

## Storia
Lo stile è generalmente riconosciuto come nato dalla cultura surf di Los Angeles tra la fine degli anni '70 e l'inizio degli anni '80. Il designer di tavole da surf Shawn Stussy ha iniziato a vendere magliette stampate con la stessa firma che ha messo sulle sue tavole da surf personalizzate. Inizialmente vendendo gli articoli dalla propria auto, Stüssy ha ampliato le vendite ai negozi una volta aumentata la popolarità. Il passaggio di Stüssy alle vendite esclusive ha rafforzato la definizione di base dello streetwear, defindone le due componenti più importanti di "ciò che rende streetwear un marchio: magliette ed esclusività".
I primi marchi di streetwear si sono ispirati all'estetica hip hop. I marchi affermati di abbigliamento sportivo e moda come Kangol e Adidas si sono uniti alla scena hip hop dei primi anni 80. La firma da parte della Nike della futura superstar del basket Michael Jordan nel 1984 è stata una svolta, con la Nike che dominava il mercato delle sneaker da streetwear urbano alla fine degli anni 80 e all'inizio degli anni 90. Altri marchi di abbigliamento come Champion, Carhartt e Timberland erano strettamente associati alla scena, in particolare sulla costa orientale con rapper come il Wu-Tang Clan e Mobb Deep che sfoggiano il look.
Dalla metà alla fine degli anni 90, le squadre sportive americani professionistiche hanno avuto un grande impatto sulla scena, con cappellini e giacche Los Angeles Raiders e Chicago Bulls e maglie oversize. I produttori di abbigliamento hanno iniziato a pubblicare articoli in edizione limitata, utilizzando i social media e la scarsità di prodotti come strumenti di marketing. Con l'avvento della cultura "bling", il nuovo millennio ha visto affermarsi marchi di lusso affermarsi nel mercato, con Burberry, Gucci e Fendi che hanno fatto la loro comparsa in video musicali hip hop. La scarpa più popolare dell'epoca era la Nike Air Force 1, immortalata nella canzone di Nelly.
Seguirono i lanci del marchio da parte dei direttori delle case discografiche, con Russell Simmons della Def Jam Records che lanciava la sua etichetta Phat Farm, Sean Combs of Bad Boy con Sean John, e Jay-Z e Damon Dash della Roc-a-Fella Records che lanciavano Rocawear. Il rapper 50 Cent pochi anni dopo ha lanciato la sua etichetta di abbigliamento G-Unit, con i diritti delle sneaker dati a Reebok. Nel 2011, la rivista Complex ha nominato Stüssy, Supreme NYC e A Bathing Ape i migliori marchi di streetwear.

## Stile contemporaneo

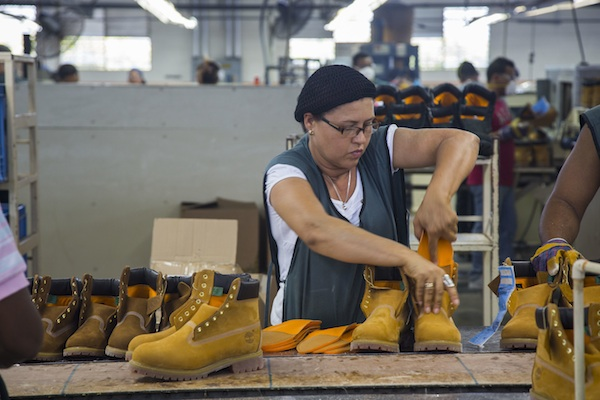
Gli stivali Timberland sono una scarpa comune nello streetwear

L'abbigliamento sportivo comune indossato negli stili di strada contemporanei include felpe con cappuccio, bomber, gonne in stile tennis, pantaloni sportivi, leggings e scarpe da ginnastica. Alcuni di questi sono un revival della moda hip-hop degli anni '90, che prediligeva anche bomber e cappellini da baseball.
Lo streetwear contemporaneo è solitamente influenzato dai generici colpi di scena sportivi e dalle linee atletiche lucide. Nelle prime fasi della moda dell'abbigliamento sportivo, la femminilità veniva solitamente espressa con le linee che diventavano più pulite e le silhouette che diventavano minimal. Successivamente, hanno iniziato a svilupparsi volumi audaci nell'abbigliamento sportivo, tessuti hi-tech e approcci old school sono stati utilizzati nello styling. In generale, sagome rilassate, forme pulite, piccoli abbellimenti e una sensazione complessivamente sofisticata sarebbero osservati negli sguardi della tendenza.
Lo streetwear contemporaneo è diventato anche molto più influente nel mondo dell'alta moda influenzando e, a sua volta, le sfilate di importanti designer. Raf Simons ha avuto un grande impatto sullo stile streetwear mentre si è evoluto nel corso degli anni, questo potrebbe essere attribuito dall'influenza dei designer nell'hip hop e nella cultura popolare. Altri designer come Demna Gvasalia, direttore creativo di Vetements e Balenciaga, hanno avuto un impatto negli ultimi anni sostenendo tendenze come le chunky sneaker e la felpa oversize, che sono lentamente diventate capi streetwear.

### Abbigliamento sportivo di lusso

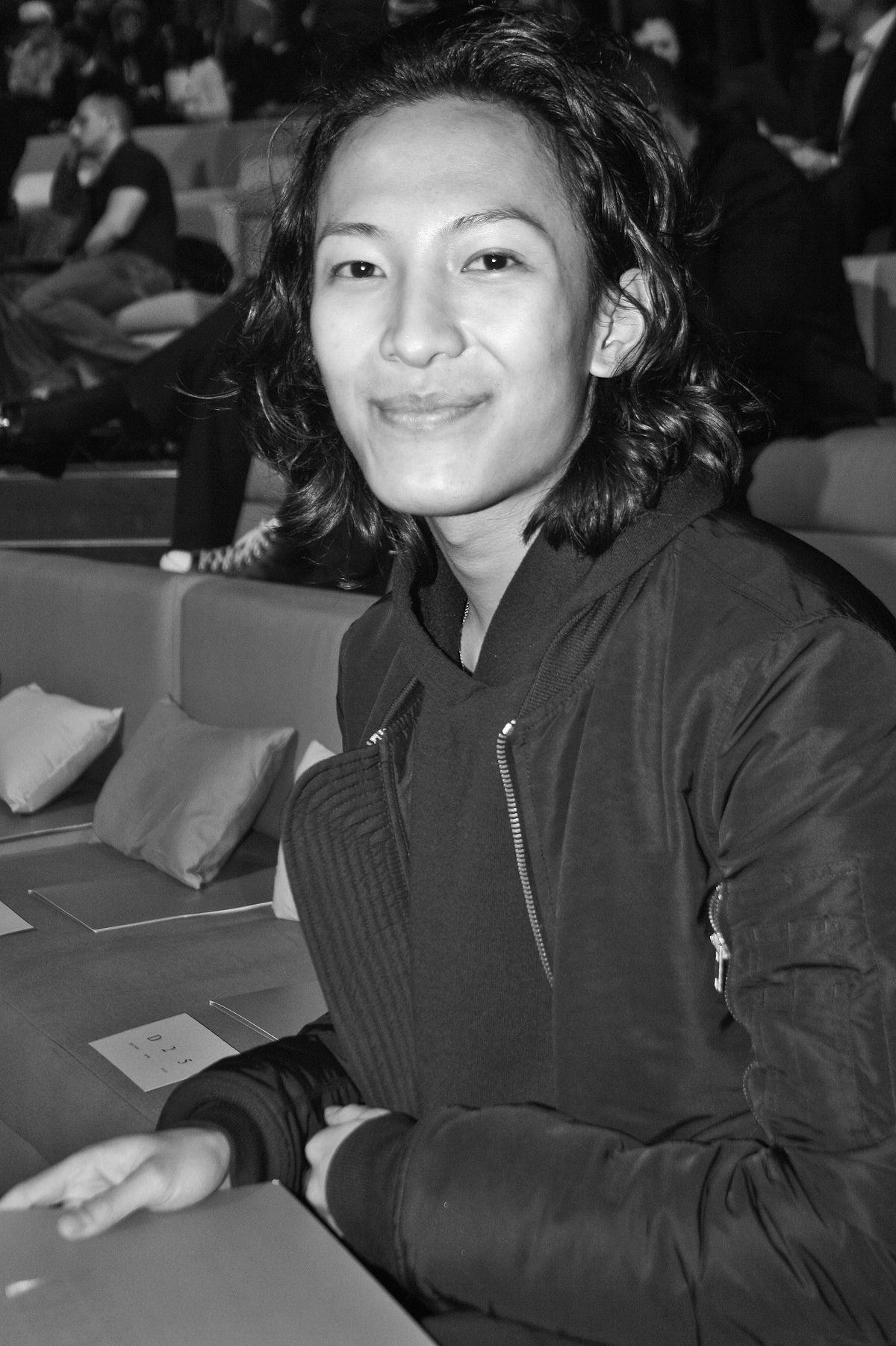
Alexander Wang ha sviluppato "abbigliamento sportivo di lusso" nel suo marchio omonimo (Balenciaga)

Il declino dell'abbigliamento formale ha portato alla nascita della moda streetwear. I marchi di fascia alta e di lusso hanno iniziato a sviluppare "abbigliamento sportivo di lusso", ad esempio Alexander Wang, Gucci e DKNY. Tra questo tipo di "abbigliamento sportivo di lusso", i tessuti di lusso sono stati utilizzati per produrre la loro moda sportiva per un alto contrasto sulla silhouette sportiva. Tessuti come l'organza di seta, il raso lavato, la pelle, il neoprene e il crepe di lana sono stati utilizzati per produrre "l'abbigliamento sportivo di lusso". Questi tipi di tessuti possono aiutare a sperimentare un indumento con la consistenza e possono aiutare a catturare lo spirito sportivo moderno della stagione.
I dettagli dei modelli nei look di "abbigliamento sportivo di lusso" derivano direttamente dall'abbigliamento sportivo effettivo. Le due parole "lusso" e "minimalismo" sono state usate insieme per la prima volta per l'abbigliamento sportivo nella moda, per interpretare un look sportivo fresco, elegante e pulito, ma con riconoscibili influenze atletiche.
Una comune combinazione di "abbigliamento sportivo di lusso" sullo streetwear sono i pantaloni della tuta sotto i pantaloncini da basket, con motivi audaci e tessuti sontuosi per gli uomini; e gonne a tubino chiare, con bomber e top eleganti, tagliati in raso o tweed, per le donne.

### Abbigliamento sportivo stagionale
L'abbigliamento sportivo nei modelli streetwear cambia a seconda della stagione e della temperatura.
In inverno, la silhouette sportiva tende a diventare più voluminosa e esagerata. Tessuti solidi come pelliccia, velluto, lana e pelle diventano predominanti e si possono vedere dettagli trapuntati su giacche a vento, gonne sportive e gilet. Un tipico look invernale potrebbe essere una felpa voluminosa con boxer in raso o un bomber in broccato indossato sopra un abito informale con dettagli in rete.
In estate, il look è solitamente leggero e semplice, con una combinazione di top corti, abiti eleganti, pantaloncini da ginnastica e canotte.

### Sneaker culture
Le sneakers nello streetwear accompagnano una vasta gamma di calzature. La cultura delle sneaker è una parte importante dello streetwear. Dal 2004, il mercato delle scarpe da ginnastica è cresciuto di oltre il 40% ed è ancora in costante aumento.

## Cultura hypebeast
Con la crescita dello streetwear, c'è stato uno sviluppo della "cultura hypebeast" legata allo streetwear a partire dalla metà degli anni 2000. Gli hypebeasts sono definiti come persone che seguono un preciso stile. Questa tendenza si ispira alla moda degli anni '90 per l'abbigliamento rivestito di marchi e loghi. Tra alcuni può nascere anche una vera passione per lo streetwear e in particolare gli "sneaker head" sono quelle persone, in particolare giovani e adolescenti che sviluppano una vera passione per le scarpe anche alimentate dalle varie riviste di moda. In più ci sono anche molti collezionati di sneakers che negli anni possono arrivare a collezionare oltre 800 paia di sneakers perlopiù pezzi rari e difficilmente reperibili, e la figura più popolare tra gli hypebeats sono invece i “reseller” cioè persone che riescono a comprare a prezzo di retail (vendita al dettaglio) pezzi in edizione limitata e a rivenderli successivamente, questo meccanismo di rivendita viene chiamata appunto "resell".

## Blog di streetwear
Con la diffusione di Internet, si sono creati i cosiddetti blog di moda, per lo più gestiti da privati sulla moda, si sono affermati come sottogenere indipendente. Alcuni non riferiscono sulle collezioni di moda, ma sullo streetwear personale. Si tenta di rintracciare le tendenze pubblicando foto attuali di passanti particolarmente insoliti, vestiti con stile o alla moda o discutendo le tendenze della moda attuali di determinati gruppi di prodotti nel settore della moda. Gli abiti, noti anche come streetwear o street style, possono differire notevolmente qui. L'unica cosa che hanno in comune è che sono stati presi dalla vita di tutti i giorni, cioè trovati “per strada”, per così dire. In contrasto con gli stili di abbigliamento menzionati in precedenza, che è più probabile che si trovino nella cultura giovanile, l'abbigliamento per ogni fascia d'età è molto diffuso.